# Selenia nigrumbata
Selenia nigrumbata là một loài bướm đêm trong họ Geometridae.